# Krita
Krita (cuyo significado es crayón en sueco) es el software de pintura digital e ilustración basado en las bibliotecas de la plataforma KDE e incluido en Calligra Suite (antiguamente conocido como KOffice). Diseñado como una suite de dibujo e ilustración digital, Krita es software libre distribuido bajo la licencia GNU GPL con soporte para sistemas de escritorio (GNU/Linux, MacOs y Windows) y, de forma experimental, para dispositivos Android y ChromeOs.
El diseño de Krita hace énfasis en la creación de imágenes desde cero más que en la manipulación de imágenes existentes, y como tal ha sido influenciado en gran medida por programas como Corel Painter. Sin embargo, soporta características no tan comunes en aplicaciones de dicho tipo, como por ejemplo la capacidad de trabajar tanto con mapa de bits como con ilustración vectorial, entre otras. A pesar de esto se centra en ofrecer características orientadas al dibujo digital más que a las funciones de edición fotográfica.

## Historia
"KImage Shop" fue propuesto por el fundador de KDE Matthias Ettrich el 24 de mayo de 1999, tras su insatisfacción con la interfaz de usuario de GIMP. Como el nombre indica claramente, KImage Shop estaba destinado a ser un clon de Photoshop dentro de la suite KOffice. Antes de cualquier difusión pública el proyecto se conoció como KImage Shop y luego como Krayon, pero por asuntos legales se tuvo que cambiar el nombre. Ya en 2004 el deseo de un cambio de enfoque fue claro: "Quiero Krita para ocupar el nicho que tiene Corel Painter en el mundo de Windows, no Photoshop". Krita fue lanzado por primera vez como parte de la versión 1.4.0 de KOffice, el 21 de junio de 2005.

## Diseño y características generales
La aplicación actualmente está desarrollada usando Qt5 y KDE Frameworks 5. Cuenta con las siguientes características: 

### Interfaz de usuario
Cuenta con una interfaz de usuario simple y altamente personalizable, donde pueden configurarse tanto los atajos de teclado como la disposición de los paneles de la interfaz. Esta última operación forma lo que se conoce como "espacio de trabajo". La interfaz cuenta con temas claro y oscuro.

### Pinceles

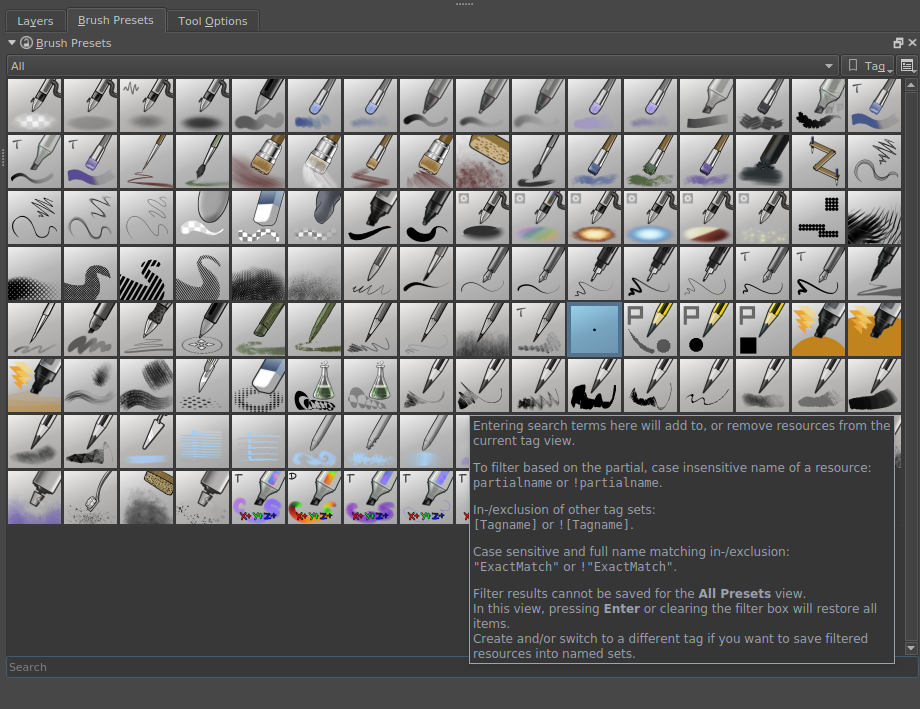
Los diferentes pinceles de Krita

Cuenta con alrededor de 100 pinceles por defecto, basados en los motores de MyPaint, los cuales pueden personalizarse para crear nuevos pinceles. Estos pueden importarse y exportarse a través del administrador de recursos. Además, es posible descargar e importar pinceles creados por terceros. La caja de herramientas cuenta con formas comunes como círculos y cuadrados, así como con asistentes de dibujo y una herramienta de pincel estabilizador.

### Capas, filtros y máscaras
Las imágenes en Krita, al igual que en la mayoría de programas similares, se componen de capas. A estas se les pueden aplicar filtros, tanto predeterminados como los de G'Mic. Las capas pueden combinarse, agruparse, aplanarse, entre otras funciones. También se pueden aplicar máscaras de transformación, filtro, coloración, entre otras.

### Herramientas vectoriales y de texto

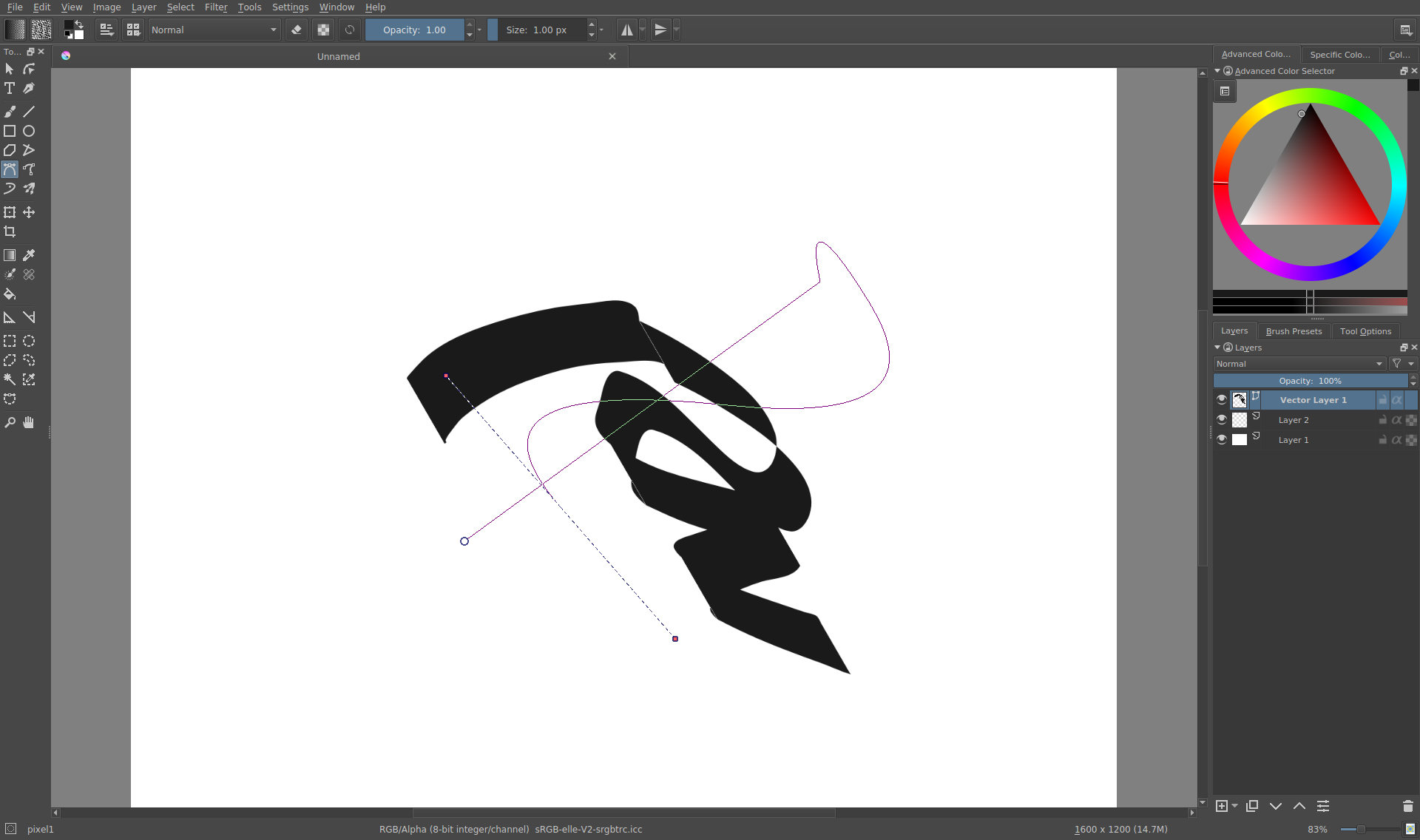
Un gráfico vectorial en Krita

El programa también es capaz de manipular gráficos vectoriales, con formas básicas y burbujas de diálogo. Cuenta también con la función de añadir texto a los gráficos. Krita usa para ello el formato SVG.

### Animación

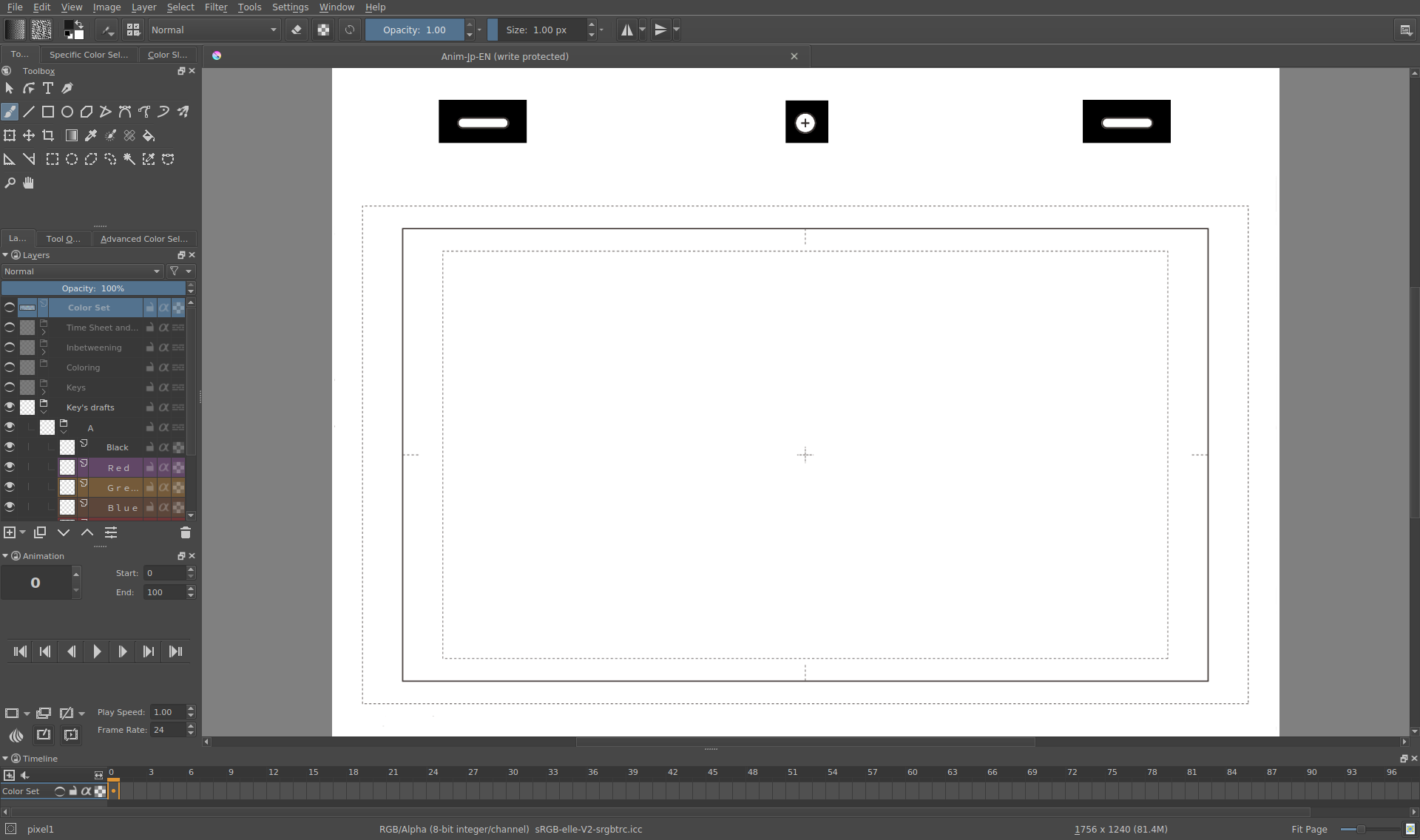
Interfaz de animación de Krita

Krita también puede usarse para hacer animaciones. Para tal fin, el programa cuenta con línea de tiempo, piel de cebolla personalizable, máscaras de transformación animadas y códigos de color para clasificar cuadros en la línea de tiempo. Se puede importar audio y exportar video en varios formatos.

### Manejo del color y OpenGL
El programa soporta varios modelos de color a través de OpenColor IO y LCMS como RGB, CMYK, YCrCB, XYZ, etc. Soporta además profundidades de color de 8 bits, 16 bits, punto flotante de 16 y 32 bits, así como conversión entre espacios de color. Krita posee soporte de OpenGL, lo que le permite realizar rápidamente operaciones como rotación y escalado de capas.

### Python
Es posible extender Krita mediante el uso de Python con PyQt y la API del programa

### Formatos de archivo soportados
El formato nativo para guardar los archivos creados con Krita es el Documento de Krita (.kra), pero también soporta los formatos OpenRaster, PSD, PPM, PGM, PBM, PNG, JPEG, BMP, XBM, XPM, GIF, TIFF, EXR, WebP, CSV TVPaint, SVG entre otros.

### Limitaciones

#### PDF
Krita puede abrir archivos PDF con múltiples capas. Actualmente no hay exportación de PDF, ni tampoco está prevista. Si se desea crear un PDF con imágenes de Krita, se requiere el uso de un Software adicional como Scribus, o la exportación a formato de imagen y posterior conversión de formato por parte del usuario.

#### Impresión
Actualmente, Krita no cuenta con una función de impresión directa desde el programa. Los desarrolladores afirman que no se puede imprimir directamente desde Krita porque la función no funcionaba correctamente y decidieron eliminar la opción de las versiones más recientes.  La carencia de esta función ha sido sujeto de crítica en diversos foros y usuarios, por considerarse una "Función básica". Se necesita exportar el documento a un formato de imagen y ser procesada manualmente para su impresión por el usuario o mediante el uso del software de publicación Scribus

## Historial de versiones

### Versión 1.5
En esta versión fueron incluidos los espacios de color CMYK, L*a*b y otros más, con profundidades de 8 a 32 bits por canal.
Esta versión de Krita también se integra con KOffice, lo que permite (entre otras cosas) la incorporación de elementos de texto de KWord en imágenes.

### Versión 1.6
La versión 1.6 añadió soporte para el manejo de la perspectiva en los dibujos, incluyendo transformación de la perspectiva, red de perspectiva y clonado de punto de vista, máscaras de capas, mejoras en herramientas existentes como la selección magnética y una herramienta de curvas bezier. Se añadieron nuevos filtros y una herramienta de importación de PDF.

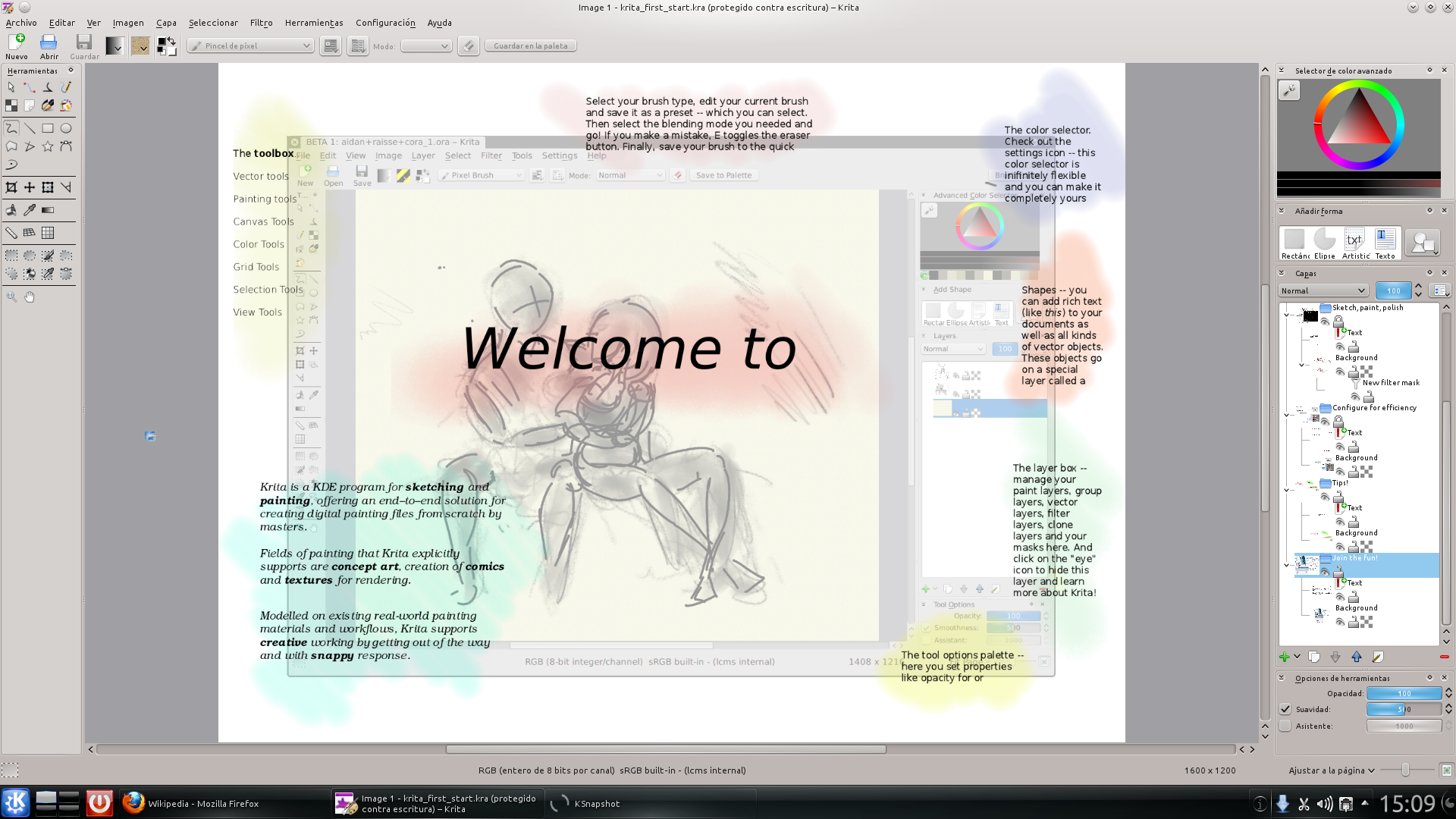
Primer inicio de Krita 2.3

### Versión 2.0
La primera versión basada en la plataforma KDE 4, incluye nuevos motores de pinceles como Sumi-e, tiza y dynadraw, lienzos basados en OpenGL y clonado de capas entre otras novedades.

### Versión 2.1
Se presentaron nuevos pinceles de deformación y spray. Se añadió un lienzo infinito que permite a los artistas pintar sin una zona de dibujo finita.

### Versión 2.2
Esta versión añadió un nuevo motor de pinceles, un nuevo sistema de configuración de pinceles preestablecido, nuevos filtros de archivos xfc, jpeg2000 y OpenEXR y una paleta emergente con los últimos colores y pinceles utilizados. Introdujo muchas mejoras en la velocidad, especialmente en el manejo de grandes lienzos y pinceles.

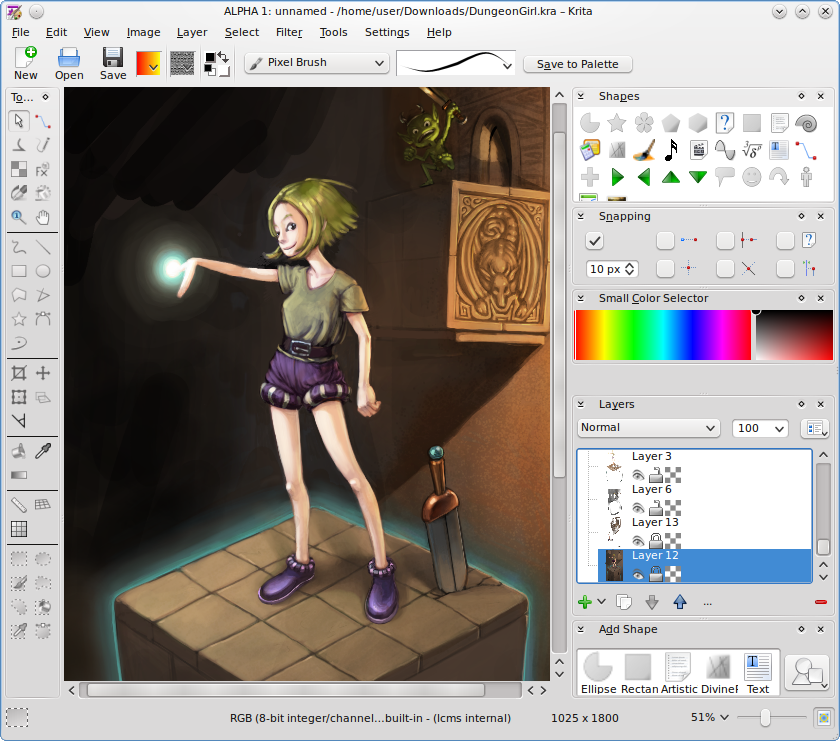
Otra captura de Krita.

### Versión 2.3
Krita 2.3 (cuyo nombre en código es Chagall) fue lanzado el 30 de diciembre de 2010 con 1.120 revisiones. Chagall se destaca por ser la primera versión basada en KDE 4 que se considera apta para el usuario final. Incluyó nuevos pinceles, herramientas de corte y un mejorado selector de colores. Se mejoró el rendimiento de la herramienta autobrush estándar en un 400%. Se corrigieron 299 errores respecto a la versión 2.2 y se incluyó rotación basada en OpenGL.

### Versión 2.4
Krita 2.4 (nombre clave Mœbius, en honor al artista Jean Giraud alias Mœbius) fue lanzado el 11 de abril de 2012. Esta versión agregó nuevos motores de pinceles, mejoras a los motores anteriores y otras características como pintado simétrico y el modo "manos múltiples", además de mejoras en el rendimiento y la compatibilidad con otras aplicaciones. Incluye más patrones, degradados y nuevas formas de pinceles. Finalmente, los trazos pueden ser controlados por otros parámetros (además de la detección de presión propia de las tabletas gráficas), por ejemplo a través de las cuadrículas de perspectiva, el tiempo y la distancia.

### Versión 2.5
Krita 2.5 fue publicada el 13 de agosto de 2012. Algunas distribuciones siguen manteniendo Krita 2.5 en sus repositorios backports/experimentales. En el caso de tener esta versión, se recomienda actualizar a la versión 2.5.2, pues las versiones 2.5.0 y 2.5.1 pueden contener algunos fallos ya resueltos. Krita 2.5 ha llegado de forma lenta a la mayoría de las distribuciones, sin embargo, Krita 2.6 es mucho mejor, por lo que es recomendable buscar un repositorio de esta versión.

### Versión 2.6
Krita 2.6, liberada el 5 de febrero de 2013, está disponible en algunos repositorios backports/experimental de algunas distribuciones.

### Versión 2.7
Krita 2.7, liberada el viernes 9 de agosto de 2013.

### Versión 2.8
Se publicó el 4 de marzo de 2014. Esta versión se considera como el primer lanzamiento estable para Windows. Cuenta con soporte mejorado para tabletas en Windows que permite un dibujo mucho más fluido corrigiendo los problemas de desfase previos. Se mejoró el desempeño de la visualización OpenGL logrando una mejoría al rotar, acercar y mover el lienzo. Se añade la primera implementación del complemento G'mic, con una amplia librería de filtros.

### Versión 2.9
Krita2.9 fue publicado el 05-06-2015.
Se implementó capas de estilo Photoshop. (No todas incluidas aún). Hay una optimización del inicio, más rápido (sobre un 40% más rápido) y se redujo el tamaño de instalación al eliminar archivos sin uso, (de 149 MB a 97 MB)

### Versión 3.0
Krita 3.0 fue liberado el 18/08/2016
Él soporte de la animación está integrada en el núcleo de Krita. Vista previa para un mejor rendimiento del pintado y dibujado con grandes brochas,portado a la última versión de Qt, se ha añadido muchas mejoras en esta aplicación.

### Versión 3.1
Krita 3.1 fue publicado el 13 de diciembre de 2016. Entre sus novedades se encuentra un nuevo selector de color, soporte completo para OS xxx (10.9 y posterior), y la posibilidad de renderizar a gif, mp4, mkv y ogg.

### Versión 4.0
Lanzada el 22 de marzo de 2018, esta versión es una de las más significantes e importantes en el desarrollo de Krita, contiene cambios importantes en su estructura y nuevas funciones que se han creado desde cero. Se mejoraron las herramientas basadas en vectores, se incluyó el formato SVG así como la herramienta texto. También se han hecho nuevas funciones como una variedad más extensa de pinceles, capas de selección, mejoras de filtros, y más paletas de colores.

### Versión 4.1
Krita 4.1 fue liberado el 27 de junio de 2018. Regresa el soporte de imágenes de referencia con varias mejoras. Incluye además intercambio de la memoria caché, una herramienta para mezclar y escoger colores, asistente del punto de convergencia, sesiones y organización de ventanas para complementar los espacios de trabajo, un probador de tabletas gráficas entre otras mejoras.

### Versión 4.2
Esta versión se liberó el 29 de mayo de 2019 y mejora el soporte de tabletas gráficas. Incluye soporte de HDR, una mayor velocidad de los pinceles, mejoras en el panel de colores y en el selector de color artístico, indicador de memoria utilizada, mejoras en el rendimiento de las máscaras de pintura, generador de ruido entre otras novedades.

### Versión 4.3
Esta versión se liberó el 18 de junio de 2020. Incluye nuevo conjunto de ajustes de pinceles de pintura de acuarela, un modo de color en el filtro de mapa de gradiente, un nuevo filtro paletizado y uno de paso alto. Se permiten ahora crear puntas de pinceles animados. Se ha extendido la API de scripting. El manejo de ventanas ahora permite desacoplar el lienzo de la ventana de controles para mostrarlo en pantalla múltiple, e incluye un gestor de instantáneas para guardar diferentes estados de una imagen y cambiar entre ellos, entre otras mejoras.

### Versión 4.4
Versión publicada el 13 de octubre de 2020. Incluye multiprocesado, transformación de patrones, multicuadrícula y una nueva opción de "trama" o "screentone" para las capas de relleno; una implementación de SeExpr, un lenguaje de expresión y shading usado por Walt Disney Animation Studios, nuevos modos y parámetros para los pinceles, líneas de selección diagonales en el selector MyPaint, soporte mejorado de gradientes entre otras novedades.

## Mascota

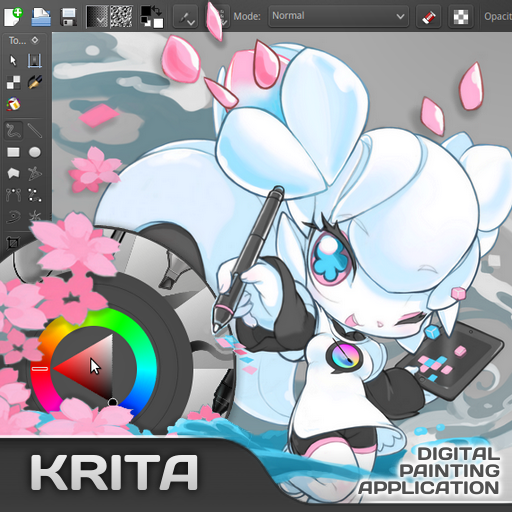
Diseño de Kiki, la mascota del programa, en 2014

La mascota del proyecto es una ardilla antropomórfica robótica llamada "Kiki", creada por el artista digital Tyson Tan. La primera versión de Kiki fue presentada en el foro KDE de 2012 y apareció en la primera página del manual de Krita 2.6. Posteriormente aparecería en todas las pantallas de inicio de Krita desde la versión 2.8 y sería usada tanto en los productos de la tienda de Krita, así como en la página de Steam.